# Henriette Preuss
Henriette Preuss geborene Laudien (* 19. Januar 1826 in Königsberg; † 23. Juli 1902 in Berlin) war eine deutsche Lehrerin und Schriftstellerin, die unter dem Namen Henriette Laudien publizierte.

## Leben
Ihr Vater Heinrich Laudien war Baurat in Elbing und starb bald nach ihrer Geburt. Die Mutter zog nach Pillau. Bereits mit vier Jahren konnte Henriette nach gestellten Themen diese in Reimen nachsprechen. In Pillau besuchte sie die höhere Töchterschule und das Lehrerinnenseminar und arbeitete mehrere Jahre als Erzieherin in Familien und als Lehrerin an Privatschulen. 
Zugleich machte sie über die Pädagogen Julius Hammer und Thekla von Gumpert Bekanntschaft mit Literatur und wurde ob ihrer vor allem gereimten Texte auch als Dichterin bezeichnet.
Nach ihrer Heirat mit dem Lehrer Preuss zog sie mit ihm nach Strasburg in Westpreußen (heute Brodnica), wo sie von 1880 bis 1883 die Zeitschrift Unser Frauen Blatt herausgab. 1886 zog sie nach Breslau, wo ihr Mann 1888 starb. Seit 1889 lebte sie in Berlin. Hier wurde sie nach einigen Jahren in das Kaiser-Wilhelm-Stift in Charlottenburg bei Berlin  aufgenommen, wo sie im Alter von 76 Jahren starb.

## Werke (Auswahl)
- 1859: Märchenbilder.
- 1859: Plaudereien. Mit 6 lithographirten Bildern nach Originalzeichnungen von Albert von Zahn. Meinhold, Dresden.
- 1860: Neue Märchen für Kinder von 6 bis 10 Jahren. Flemming, Glogau.
- 1862: Haideblüthen. Erzählungen. Verlag von C. Flemming, Glogau.[3]
- 1867: Marschall Vorwärts. Bilder aus dem Leben eines deutschen Helden. Neu-Ruppin.[4]
- 1868: Waldhannes; In der Pension; Das Waldfest. Drei Erzählungen für die Jugend. Flemming, Glogau.
- 1873: Preußische Helden. Lebensbilder. Bagel, Mühlheim.
- 1877: Das Märchen von Sylt. Zur Erinnerung an den Nordseestrand. Rentzel, Berlin.
- 1877: Fata Morgana. Märchen-Epos. Schwedt, Glogau.
- 1878: Im Sturm des Lebens. Novelle.
- 1879: Immergrün. Märchen und Poesien. Für Jugend und Jugendfreunde erzählt. Meyer, Königsberg 1879.[2]
- 1880: Der Patriot in der Schulstube. Deklamationen zum Gebrauch bei Schulfestlichkeiten. Skereczek, Loebau.
- 1881: Heidelbeeren. Gedichte.[2]
- 1884: Kindermund. Glückwünsche[2]
- 1884: Schnitzel und Späne. Kleine Novellen.
- 1885: Für Hochzeit und Polterabend. Aufführungen, Scenen und Dichtungen für silberne und goldene Hochzeiten Souŕe Prologe lebende Bilder, Vorträge und Gesänge. Bagel, Mühlheim.[5]
- 1885: Drewenzblüten. Gedichte.[2]
- 1885: Weihnachts- und Neujahrslieder.[2]
- 1886: Kinder-Glückwünsche zu Familienfesten. (Geburtstag, Weihnachten, Neujahr, Polterabend). Bagel, Mühlheim.
- 1887: Boten Gottes. Epische Dichtung. Fuhrich, Strasburg (Westpreußen).
- 1888: Bettelgang. Episches Gedicht. Felder, Breslau.
- 1891: Luciola. Epische Dichtung. Freyhoff, Schwedt 1891[6]
- 1893: Er naht![2]
- ?: Rätselbüchlein für Dämmerstunden.
- 1896: Tonwellen. Gesammelte Gedichte. Nauck, Berlin.
- 1897: Verwehender Klang. Gedichte. Faber, Berlin.
- 1897: Frühlingsreigen.
- 1898: Kains Ende. Epische Dichtung.